# Sélino (Xánthi)
Sélino, en grec moderne : Σέλινο, est un village du dème d'Abdère, de Macédoine-Orientale-et-Thrace, en Grèce. Il est situé dans la plaine de Xánthi, à l'ouest du lac Vistonída, à une altitude de 13 mètres.
Selon le recensement de 2011, la population de Sélino compte 292 habitants. 